# 大茅坪镇
大茅坪镇，原为巴州镇，是中华人民共和国四川省巴中市巴州区下辖的一个乡镇级行政单位。2011年，将巴州镇的塔子山、东华、摇铃、尖山寺、排垭、凉水井、碾盘寺、清莲、洪山9个村所属行政区域划归东城街道办事处管辖。巴州镇的柏杨庙、擂鼓、大连3个村所属行政区域划归西城街道办事处管辖。将巴州镇的新桥、登高2个社区和岳家坡、青滩坡、风头山、牛鼻山、先锋寨、黄家坝、檬子河、铜堡、李家碥、苏山、三包、玉堂、侯家沟、管家沟、西溪沟、桥炉、长角梁、范家沟18个村所属行政区域划归江北街道办事处管辖。将巴州镇更名为大茅坪镇。

## 行政区划
大茅坪镇下辖以下地区：
明星社区、白云村、大茅村、红垭村、土地垭村、得阳村、孟家村和南垭庙村。